# 吉安多梅尼科·梅斯托
吉安多梅尼科·梅斯托（義大利語：Giandomenico Mesto，1982年5月25日—），意大利男子足球运动员，司职后卫，现在效力于意大利足球甲级联赛球队那不勒斯。

## 生平
1998年，梅斯托在雷吉納开始职业足球生涯，他曾被租借到低级别球队克雷莫纳和费尔马纳锻炼。
2004年夏季，梅斯托入选意大利国奥队参加2004年雅典奥运会男子足球比賽，最终获得铜牌。 2005年，他首次入选意大利国家足球队。
2007年，乌迪内斯以250万欧元的身价买入梅斯托的一半所有权， 一个赛季后，雷吉納用300万欧元回收梅斯托的一半所有权，之后又以450万欧元的价格将梅斯托的一半所有权卖给热那亚。 2012年夏季，他以250万欧元的价格转会加盟那不勒斯。